# Afallach
Afallach o Avalloc (en galés antiguo Aballac) es el nombre de un personaje que se encuentra en varias genealogías galesas medievales, donde es el hijo de Beli Mawr. Según las tríadas medievales galesas, Afallach fue el padre de la diosa Modron.
Las redacciones galesas de Historia Regum Britanniae de Geoffrey de Monmouth y Brut y Brenhinedd, le asocian con Ynys Afallach, que es sustituido por el nombre galés para Insula Avalonsis de Geoffrey (Isla de Avalon), pero esto es una imaginaria etimología medieval y es más probable que su nombre se deriva de la palabra galesa afall, "manzano" (en galés moderno  afal "manzana", afallen "manzano", cf. proto-celta  *aballo-, "manzana") con lo que se cree también a menudo que deriva el nombre de Avalon, de modo que el significado de "Afallach" está asociado, aunque no necesariamente de forma directa.
A veces se le identifica con el dios señor de los manzanos Abelio. En la mitología celta, el manzano es el árbol del Otro Mundo por antonomasia.